# Виланова Монтелеоне
Виланова Монтелеоне (итал. Villanova Monteleone) је насеље у Италији у округу Сасари, региону Сардинија.
Према процени из 2011. у насељу је живело 2363 становника. Насеље се налази на надморској висини од 573 м.

## Становништво
| 1931. | 1936. | 1951. | 1961. | 1971. | 1981. | 1991. | 2001. | 2011. |
| ----- | ----- | ----- | ----- | ----- | ----- | ----- | ----- | ----- |
| 5.016 | 4.892 | 5.055 | 4.583 | 3.733 | 3.031 | 2.774 | 2.588 | 2.375 |